# バレーボールアジアクラブ選手権
バレーボールアジアクラブ選手権(Asian Club Volleyball Championship)は、アジアバレーボール連盟が主催するクラブのバレーボールの国際大会。

## 歴史・概要
アジアのクラブリーグ、プロリーグを持つ国から各チャンピオンが集まり5月頃に行われる。
1989年から1998年まで広島市でひろしまピースカップ・アジアクラブ選手権が行われていたが、1999年にAVCカップに改め、開催地も持ち回りとなる。2004年よりバレーボールアジアクラブ選手権(Asian Club Volleyball Championship)となっている。2025年からAVCチャンピオンズリーグに改称することが決まった。
2003年はSARSの大流行により、2020年は新型コロナウイルスの影響により、開催中止となった年もある。
日本からはVリーグの優勝チームが参加していたが、全日本代表との兼ね合いなどから2002年大会より参加を中断。Vリーグの法人化に伴い2006年より再開、Vプレミアリーグの予選ラウンド1位チームが参加することになった。しかし同時期に開催される黒鷲旗大会出場は困難の可能性もある。
なお、2009年からバレーボール男子世界クラブ選手権、2010年からバレーボール女子世界クラブ選手権が創設（厳密には復活）されたことに伴い、優勝チームはこれらの大会出場権を得る。

## 歴代成績

### 男子
| 1999年 | 合肥             | 四川佛蘭             | サムスン火災海上保険     | ペイカン                   |                        |     |               |
| 2000年 | スパンブリー     | サムスン火災海上保険 | ペイカン                 | 八一金漢王                 |                        |     |               |
| 2001年 | 射洪             | サムスン火災海上保険 | サントリーサンバーズ     | 上海有線                   |                        |     |               |
| 2002年 | テヘラン         | ペイカン             | Sanam                    | アティラウ                 |                        |     |               |
| 2004年 | テヘラン         | Sanam                | ペイカン                 | アティラウ                 |                        |     |               |
| 2005年 | イスラマバード   | Rahat                | サイパ                   | 上海東方                   |                        |     |               |
| 2006年 | ハノイ           | ペイカン             | Rahat                    | BNI Taplus                 |                        |     |               |
| 2007年 | マナーマ         | ペイカン             | アル・ヒラル             | アル・アラビ               |                        |     |               |
| 2008年 | アルマトイ       | ペイカン             | アルマトイ               | サントリーサンバーズ       |                        |     |               |
| 2009年 | ドバイ           | ペイカン             | アル・ヒラル             | アル・アラビ               |                        |     |               |
| 2010年 | 鎮江             | ペイカン             | アル・アラビ             | パナソニック・パンサーズ   |                        |     |               |
| 2011年 | パレンバン       | ペイカン             | アルマトイ               | 上海金色年華               |                        |     |               |
| 2012年 | 上海             | アル・アラビ         | 上海金色年華             | カレー                     |                        |     |               |
| 2013年 | テヘラン         | カレー               | ライヤーン               | 台湾電力                   |                        |     |               |
| 2014年 | パサイ           | マティン・バラミン   | ライヤーン               | 北京BAICモータース         |                        |     |               |
| 2015年 | 台北             | 台中銀行             | ライヤーン               | ペイカン                   |                        |     |               |
| 2016年 | ネピドー         | テヘラン             | アル・アラビ             | 豊田合成                   |                        |     |               |
| 2017年 | ニンビン         | バンク・サーマイヤ   | 豊田合成                 | アルアラビ                 |                        |     |               |
| 2018年 | ネピドー         | カタム・アルダカン   | アティラウ               | ワプダ                     |                        |     |               |
| 2019年 | 台北             | シャフダリ・バラミン | パナソニック・パンサーズ | ライヤーン                 |                        |     |               |
| 2021年 | ナコンラチャシマ | フーラド・シルジャン | アル・アラビ             | ブレベストニク・アルマティ |                        |     |               |
| 2022年 | テヘラン         | ペイカン・テヘラン   | サントリーサンバーズ     | M・シャダヤズド            |                        |     |               |
| 2023年 | マナーマ         | サントリーサンバーズ | JBP                      | ポリスSC                   |                        |     |               |
| 2024年 | ヤズド           | フーラド・シルジャン | シャフダブ・ヤズド       | JBP                        |                        |     |               |
| 2025年 | 枚方/京都        | Al Rayyan            | 3–0                      | Osaka Bluteon              | Suntory Sunbirds Osaka | 3–0 | Foolad Sirjan |

### 女子
| 開催年 | 開催都市               | 優勝                           | 準優勝                             | 3位                                        |
| ------ | ---------------------- | ------------------------------ | ---------------------------------- | ------------------------------------------ |
| 1999年 | ウボンラーチャターニー | LGカルテックス                 | エアロ・タイ                       | 上海有線                                   |
| 2000年 | 紹興                   | 上海有線                       | NECレッドロケッツ                  | 浙江南都                                   |
| 2001年 | ホーチミン             | 上海有線                       | 久光製薬スプリングアタッカーズ     | エアロ・タイ                               |
| 2002年 | バンコク               | 久光製薬スプリングアタッカーズ | BECワールド                        | ラハト                                     |
| 2004年 | アルマトイ             | Rahat                          | 八一益陽                           | 中山工商                                   |
| 2005年 | ニンビン               | 天津ブリヂストン               | 中山工商                           | 韓国道路公社                               |
| 2006年 | マニラ                 | 天津ブリヂストン               | 中山工商                           | サンソム                                   |
| 2007年 | ヴィンフック           | ラハト                         | サンソム                           | 久光製薬スプリングス                       |
| 2008年 | ヴィンフック           | 天津ブリヂストン               | サンソム                           | 東レ・アローズ                             |
| 2009年 | ムアンナコーンパトム   | フェーダーブロイ               | 天津ブリヂストン                   | 東レ・アローズ                             |
| 2010年 | グレシク               | フェーダーブロイ               | ジェティス・アルマトイ             | JTマーヴェラス                             |
| 2011年 | ヴィンフック           | フェーダーブロイ               | 天津ブリヂストン                   | ジェティス・アルマトイ                     |
| 2012年 | ナコンチャラシマ       | 天津ブリヂストン               | 東レ・アローズ                     | フェーダーブロイ                           |
| 2013年 | ダクラック             | 広東恒大                       | ジェティス・アルマトイ             | PFUブルーキャッツ                          |
| 2014年 | ムアンナコーンパトム   | 久光製薬スプリングス           | 渤海銀行                           | ジェティス・アルマトイ                     |
| 2015年 | ハナム省               | バンコク・グラス               | 久光製薬スプリングス               | ヘジアム・ニューセンチュリー・ツアーリズム |
| 2016年 | ビニャン               | NECレッドロケッツ              | 八一女子排球                       | バンコク・グラス                           |
| 2017年 | ウスチ・カメノゴルスク | スプリームVC                   | 久光製薬スプリングス               | 天津渤海銀行                               |
| 2018年 | ウスチ・カメノゴルスク | スプリームVC                   | NECレッドロケッツ                  | 中天鋼鉄                                   |
| 2019年 | 天津                   | 天津渤海銀行                   | スプリームVC                       | 久光製薬スプリングス                       |
| 2021年 | ナコンラチャシマ       | アルタイVC                     | ナコンラチャシマ                   | スプリームVC                               |
| 2022年 | セメイ                 | クアニシュVC                   | アルタイVC                         | ダイヤモンドフードSC                       |
| 2023年 | ヴィンフック           | スポーツセンター I             | ダイヤモンドフード・ファインシェフ | 遼寧東華                                   |
| 2024年 | ナコンラチャシマ       | NECレッドロケッツ              | LPバンク・ニンビン                 | ナコンラチャシマ                           |
| 2025年 | パシッグ               | Zhetysu                        | VTV Bình Điền Long An              | Nakhon Ratchasima QminC                    |